# 뉴햄프셔 대학교

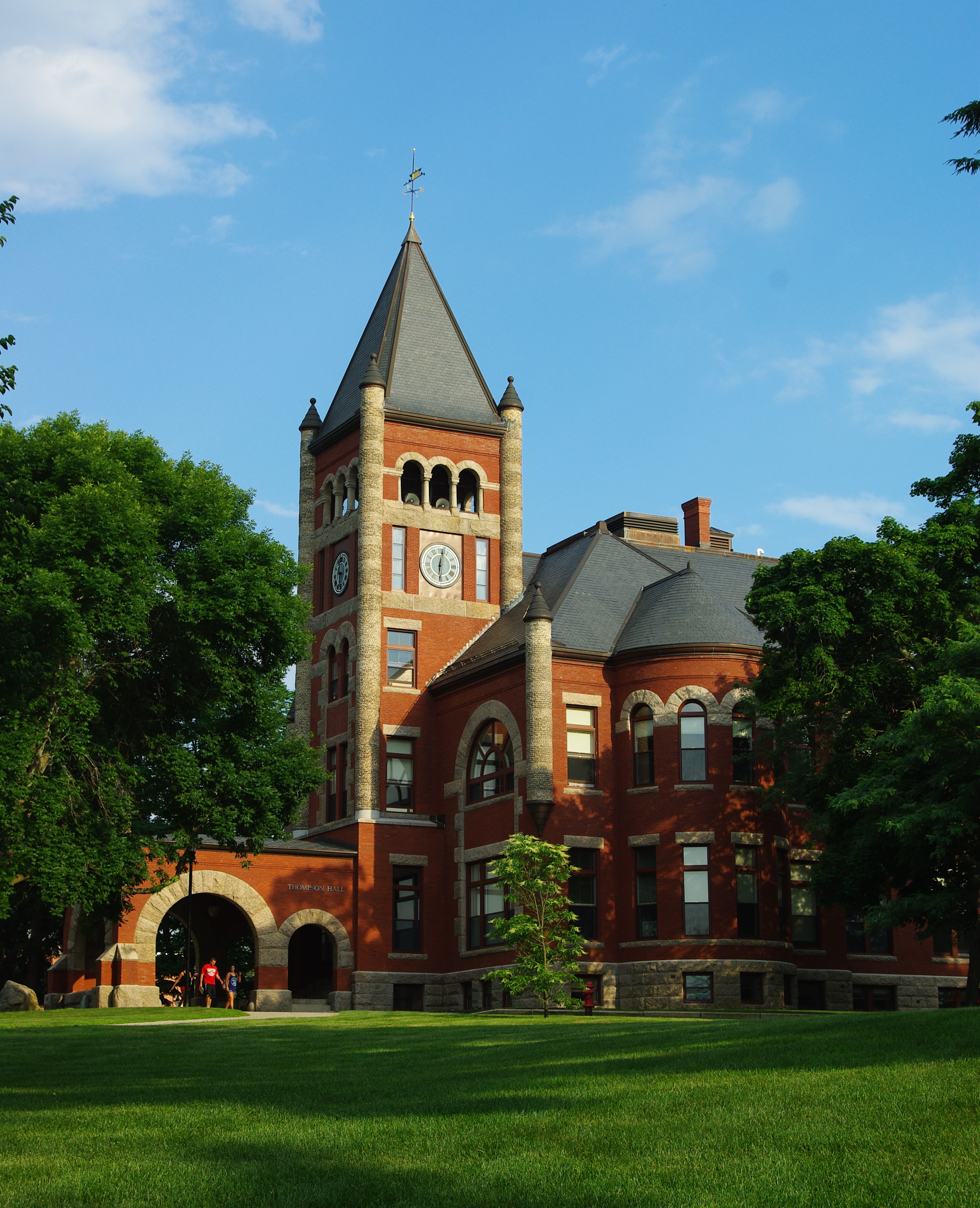

뉴햄프셔 대학교(영어: University of New Hampshire, UNH)는 미국 뉴햄프셔주 더럼에 있는 주립대학교(public university)이다. 뉴햄프셔 대학교의 메인 캠퍼스(main campus)는 매사츄세츠 주의 보스턴에서 약 1시간 반 정도 떨어진 더럼에 위치해 있고, 제2 캠퍼스는 맨체스터에 자리하고 있다. 뉴햄프셔 대학교의 법학대학원은 콩코드에 위치해 있다. 1866년에 설립된 역사가 깊은 동부의 명문 주립대학으로, 15,340명(2016년 기준)의 대학생들이 재학중인 이곳은 뉴햄프셔지역에서 가장 규모가 큰 대학교이다. 미국에서 넓은 캠퍼스와 바다 그리고 다양한 공간이 보장된 단 9개의 대학교 중 하나에 속한다. 인문학, 법학, 상경학, 공학, 생명과학, 농학, 응용과학,보건 분야 등 8개 단과대학과 대학원으로 구성되어 있다. 전문분야는 100개를 넘으며 2,000여개 과목이 개설되어 있다.

## 역사
1866년 랜드그랜트 대학인 뉴햄프셔 농업·기계술 대학 (New Hampshire College of Agriculture and the Mechanic Arts)으로 창립되었다. 1893년 수업이 시작되었으며, 대학원 과정도 함께 열렸다. 1923년 현재의 이름으로 개명되었다.
2010년 콩코드에 있는 프랭클린 피어스 법률센터(Franklin Pierce Law Cneter)를 통합해 뉴햄프셔 대학교 법과대학으로 이름을 바꾸었다. 이 대학은 뉴햄프셔 주의 유일한 법과대학으로 지적재산권 분야가 유명하다.

## 교육 및 연구

### 평가
2004년에는 뉴 잉글랜드 지역에서 유일하게 뉴햄프셔 대학교가 졸업생 5명이 펄브라이트 학자금을 받으면서 탑 10 대학교에 들었다. 같은해, 프린스턴 리뷰지 선정, 미국에서 10번째 최고 창조적이고 기업적인 대학으로 뽑히기도 하였다.

## 시설
부속기관 및 시설로 학습자료센터, 미술관, 방송국, 체육관, 천문대 등이 있으며, 도서관으로 중앙도서관과 과학분야의 4개 도서관이 있다. 도서관에는 200만 권 이상의 도서와 5만여 종의 정기간행물이 비치되어 있으며, 별도로 진귀한 도서와 원고가 보관되어 있다. 경영학, 호텔경영, 회계학, 공학(특히 환경관련) 등의 전공을 희망하는 학생들로부터 각광받는 학교이다.

## 위치
뉴햄프셔 주는 미국에서 가장 안전한 주로 2010년부터 3년간 선정된 곳이다. 뉴햄프셔는 면세 쇼핑 지역으로 잘 알려져있으며, 미국 동부에서는 유명관광지와 스키리조트로 유명한 곳이다. 또한 매년 미국 내 및 전세계에서 최고의 독립 영화축제가 열리는 곳으로 유명하다.